# Дубасово (Мордовия)
Дубасово — село в Зубово-Полянском районе Мордовии России. Входит в состав Ачадовского сельского поселения.

## История
В «Списке населённых мест Тамбовской губернии за 1866» Дубасово владельческое село из 25 дворов Спасского уезда В начале 1930-х годов бывший хутор становится поселком лесозаготовителей.

## Население
| 2002 | 2010 |
| ---- | ---- |
| 24   | ↘13  |

Национальный состав
Согласно результатам Всероссийской переписи населения 2002 года, в национальной структуре населения русские составляли 92 %.